# Lachnocorynus kochi
Lachnocorynus kochi är en tvåvingeart som beskrevs av Hesse 1969. Lachnocorynus kochi ingår i släktet Lachnocorynus och familjen Mydidae.
Artens utbredningsområde är Namibia. Inga underarter finns listade i Catalogue of Life.